# 정서운 (인권 운동가)
정서운(鄭書云, 1962년~2004년 2월 26일)은 대한민국의 인권운동가이자 위안부 피해자이다.
1992년, 본인이 일본군 위안부 피해자였다는 사실을 처음으로 공개했다. 1995년 베이징 세계 여성 대회에서 이를 증언했으며, 1996년에는 미국에서 위안부에 관한 강연을 진행하는 등 해당 사실을 알리고 일본에 사과와 배상을 요구했다. ‘국민 기금 반대 올바른 전후 청산을 위한 일본 순회 집회’에 참가하기도 했다.